# Epameinontas Deligeorgis

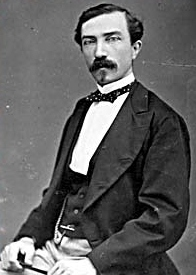
Epameinontas Deligiorgis (1829-1879).

Epameinontas Deligeorgis (en griego: Επαμεινώνδας Δεληγιώργης) (1829-1889) es un jurista, periodista y político griego originario de Missolonghi que llegó a ser primer ministro de Grecia en seis ocasiones. Estudió derecho en la Universidad de Atenas, y entró en la política en 1854. El 10 de octubre de 1862, Deligeorgis declara el final del reinado de Otón I de Grecia y la convocatoria de una asamblea nacional.
- Datos: Q630181
- Multimedia: Epameinondas Deligiorgis / Q630181